# Art Heyman
Pour les articles homonymes, voir Heyman.
Arthur Bruce Heyman (né le 24 juin 1941 à New York, et mort le 27 août 2012) est un joueur américain professionnel de basket-ball.

## Biographie
Ailier d'1,96 m, après avoir évolué au lycée Oceanside à New York, Heyman intégra l'université Duke au début des années 1960, où il inscrivit 1 984 points pour une moyenne de 25,1 points par match. Lors de son année senior en 1963, il gagna le titre de « National Player of the Year », le trophée de Atlantic Coast Conference Men's Basketball Player of the Year, le trophée USBWA men's player of the year award et le trophée de Most Outstanding Player du tournoi NCAA bien que Loyola University Chicago ait gagné le tournoi.
Les succès de Heyman à l'université lui permirent d'être sélectionné à la première place de la draft 1963 par les Knicks de New York. Lors de sa première saison, il inscrivit 15,4 points par match et fit partie de la NBA All-Rookie Team. Son temps de jeu avec les Knicks diminua lors de sa seconde saison, faisant chuter sa moyenne à 5,7 points par match.  Heyman quitta New York en 1965, et après une brève période avec les Royals de Cincinnati et les 76ers de Philadelphie, il quitta la NBA pour l'American Basketball Association en 1967.
Il joua en ABA pour les trois saisons suivantes, remportant un titre de champion avec les Pittsburgh Pipers en 1968 avec qui il inscrivit plus de 20 points par match.
Heyman se retira du basket-ball en 1970 avec un total de 4 030 points en NBA/ABA.
Heyman est membre du « Duke Sports Hall of Fame » et du « Jewish Sports Hall of Fame. »
Son maillot numéro 25 de Duke a été retiré en 1990.